# Pisidium milium
Pisidium milium е вид мида от семейство Sphaeriidae.